# Communauté de communes de Pleyben-Châteaulin-Porzay
La communauté de communes de Pleyben-Châteaulin-Porzay est une communauté de communes française, créée au 1er janvier 2017, située dans le département du Finistère, en région Bretagne.

## Histoire
La communauté de communes est créée au 1er janvier 2017 par arrêté préfectoral du 28 octobre 2016. Elle est formée par fusion de la communauté de communes de la Région de Pleyben et de la communauté de communes du Pays de Châteaulin et du Porzay, étendue à la commune de Saint-Ségal et avec retrait de la commune de Quéménéven.

## Administration
| Période      | Période  | Identité       | Étiquette | Qualité                           |
| ------------ | -------- | -------------- | --------- | --------------------------------- |
| janvier 2017 | En cours | Gaëlle Nicolas | LR        | Maire de Châteaulin (depuis 2008) |

## Territoire communautaire

### Géographie
Située à l'ouest  du département du Finistère, la communauté de communes de Pleyben-Châteaulin-Porzay regroupe 17 communes et s'étend sur 426,9 km2.

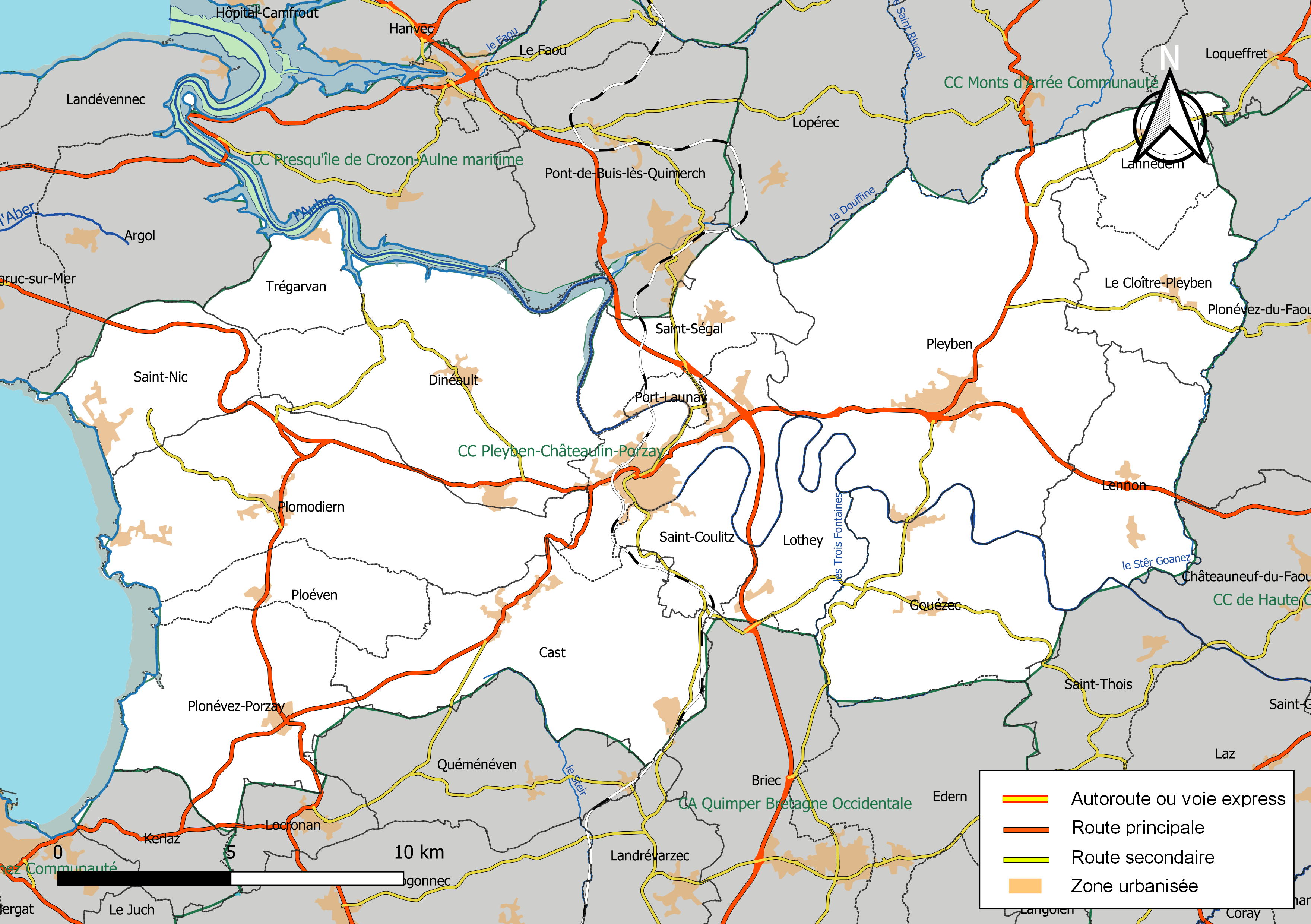
Carte de la communauté de communes de Pleyben-Châteaulin-Porzay au 1er janvier 2019.

### Composition

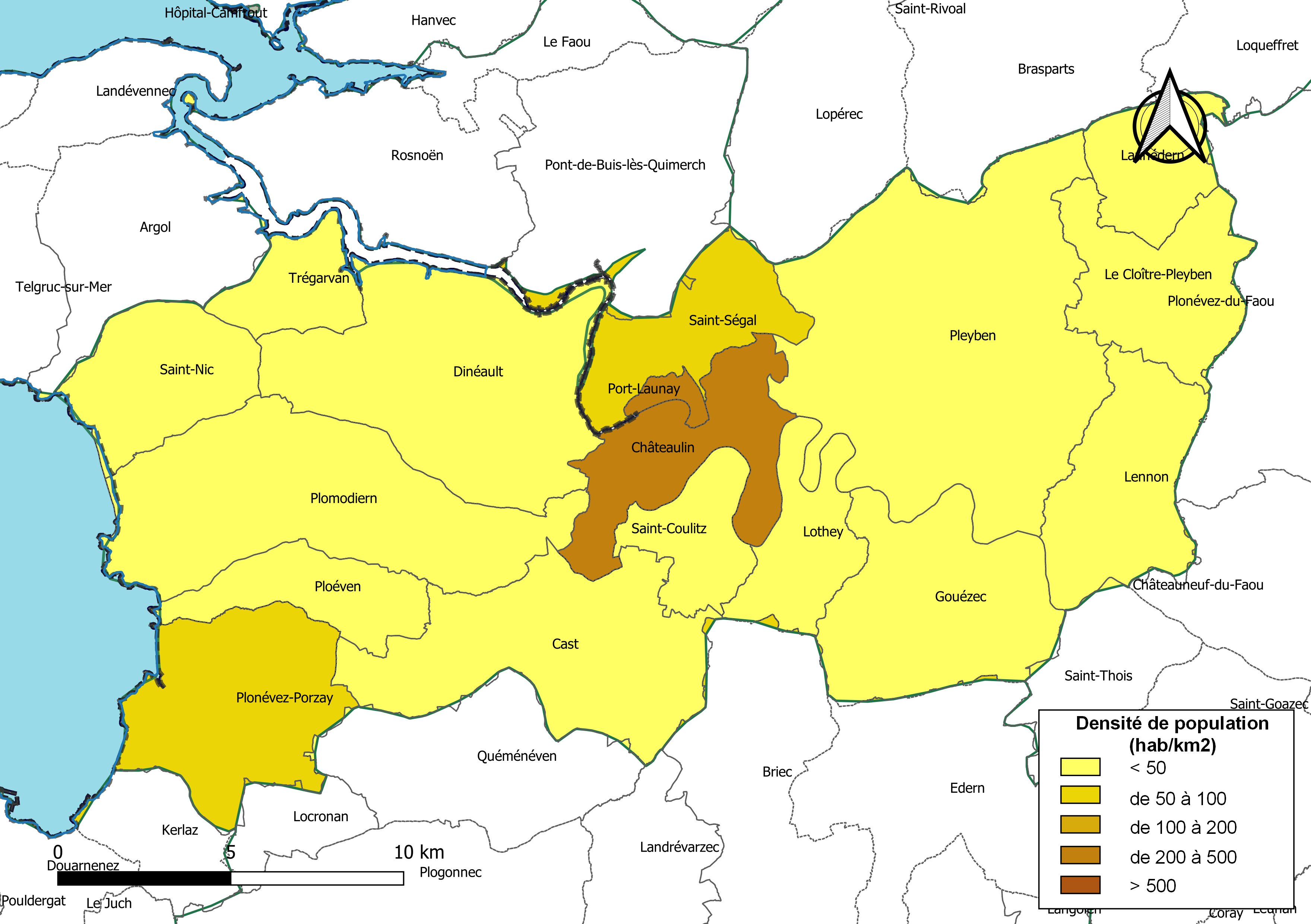
Carte des densités de population (millésimée 2016) des communes de la communauté de communes de Pleyben-Châteaulin-Porzay. Composition en communes au 1er janvier 2019.

La communauté de communes est composée des 17 communes suivantes :

| Nom                | Code Insee | Gentilé          | Superficie (km2) | Population (dernière pop. légale) | Densité (hab./km2) |
| ------------------ | ---------- | ---------------- | ---------------- | --------------------------------- | ------------------ |
| Châteaulin (siège) | 29026      | Châteaulinois    | 20,81            | 5 106 (2022)                      | 245                |
| Cast               | 29025      | Castois          | 37,66            | 1 557 (2022)                      | 41                 |
| Le Cloître-Pleyben | 29033      | Cloîtriens       | 20,42            | 508 (2022)                        | 25                 |
| Dinéault           | 29044      | Dinéaulais       | 45,96            | 1 858 (2022)                      | 40                 |
| Gouézec            | 29062      | Gouézécois       | 30,94            | 1 115 (2022)                      | 36                 |
| Lannédern          | 29115      | Lannédernéens    | 12,43            | 321 (2022)                        | 26                 |
| Lennon             | 29123      | Lennonnais       | 22,94            | 801 (2022)                        | 35                 |
| Lothey             | 29142      | Lotheyens        | 13,48            | 444 (2022)                        | 33                 |
| Pleyben            | 29162      | Pleybennois      | 76,04            | 3 649 (2022)                      | 48                 |
| Ploéven            | 29166      | Ploévinois       | 13,11            | 534 (2022)                        | 41                 |
| Plomodiern         | 29172      | Plomodiernais    | 46,74            | 2 254 (2022)                      | 48                 |
| Plonévez-Porzay    | 29176      | Plonévéziens     | 29,23            | 1 783 (2022)                      | 61                 |
| Port-Launay        | 29222      | Port-Launistes   | 2                | 396 (2022)                        | 198                |
| Saint-Coulitz      | 29243      | Saint-Couliziens | 11,22            | 471 (2022)                        | 42                 |
| Saint-Nic          | 29256      | Saint-Nicais     | 18,03            | 756 (2022)                        | 42                 |
| Saint-Ségal        | 29263      | Saint-Ségalais   | 16,2             | 1 183 (2022)                      | 73                 |
| Trégarvan          | 29289      | Trégarvanais     | 9,68             | 127 (2022)                        | 13                 |